# Microdytes
Microdytes – rodzaj wodnych chrząszczy z rodziny pływakowatych, podrodziny Hydroporinae i plemienia Hyphydrini.

## Taksonomia
Rodzaj opisany został w 1946 roku przez J. Balfour-Browne'a. Gatunkiem typowym jest Microdytes belli J.Balfour-Browne, 1946.

## Występowanie
Przedstawiciele tego rodzaju zamieszkują Azję. Występują od Indii na zachodzie i Chin oraz Japonii na północy po Indonezję na południowym wschodzie.

## Systematyka
Opisano dotąd 42 gatunki z tego rodzaju:
- Microdytes akitai Wewalka, 1997
- Microdytes balkei Wewalka, 1997
- Microdytes belli J.Balfour-Browne, 1946
- Microdytes bistroemi Wewalka, 1997
- Microdytes boukali Wewalka, 1997
- Microdytes championi J.Balfour-Browne, 1946
- Microdytes dimorphus Wewalka, 1997
- Microdytes elgae Hendrich, Balke & Wewalka, 1995
- Microdytes feryi Wewalka, 2011
- Microdytes franzi Wewalka & Wang, 1998
- Microdytes gabrielae Wewalka, 1997
- Microdytes hainanensis Wewalka, 1997
- Microdytes heineri Wewalka, 2011
- Microdytes helenae Wewalka, 2011
- Microdytes hendrichi Wewalka, 1997
- Microdytes jaechi Wewalka, 1997
- Microdytes lotteae Wewalka, 1998
- Microdytes maculatus (Motschulsky, 1859)
- Microdytes mariannae Wewalka, 1997
- Microdytes mazzoldii Wewalka & Wang, 1998
- Microdytes menopausis Wewalka, 1997
- Microdytes nilssoni Wewalka, 1997
- Microdytes paoloi Wewalka, 2011
- Microdytes pasiricus (Csiki, 1938)
- Microdytes pederzanii Wewalka, 2011
- Microdytes rocchii Wewalka, 2011
- Microdytes sabitae Vazirani, 1968
- Microdytes sarawakensis Wewalka, 1997
- Microdytes satoi Wewalka, 1997
- Microdytes schoedli Wewalka, 1997
- Microdytes schoenmanni Wewalka, 1997
- Microdytes schuhi Wewalka, 1997
- Microdytes schwendingeri Wewalka, 1997
- Microdytes shaverdoae Wewalka, 2011
- Microdytes shepardi Wewalka, 1997
- Microdytes shunichii Satô, 1995
- Microdytes sinensis Wewalka, 1997
- Microdytes tomokunii Satô, 1981
- Microdytes trontelji Wewalka & Wang, 2007
- Microdytes uenoi Satô, 1972
- Microdytes wewalkai Bian & Ji, 2010
- Microdytes zetteli Wewalka, 1997